# Tomás Regalado (Salvador)
Pour l'homme politique américain, voir Tomás Regalado.
Le général Tomas Regalado, Romero (né le 7 novembre 1861 à Santa Ana (Salvador), et mort le 7 juillet 1906 au Guatemala), est un homme d'État. Il a été président du Salvador, du 14 novembre 1898 jusqu'au 1er mars 1903. 
Il a accédé au pouvoir en déposant son prédécesseur Rafael Antonio Gutiérrez, un homme qu'il avait précédemment aidé à contrôler le pays, grâce à sa position de chef militaire, en participant à un complot pour expulser Carlos Ezeta quatre ans plus tôt. Ce coup d'État a conduit à la dissolution de la Grande République d'Amérique centrale, tentative d'union des États d'Amérique centrale qui eut lieu dans les années 1896-1898.
Son élection lui a permis d'amasser environ 6 000 hectares de plantations de café pour lui et sa famille, réparties entre les terres de six différentes provinces caféières du pays. A la fin du mandat de Thomas Regalado d'autres « barons du café » salvadoriens vont assumer successivement la même fonction présidentielle, pendant près de trois décennies et prendre des mesures qui vont renforcer la domination du café sur l'économie du pays tout en bâtissant d'importantes fortunes agricoles.
Tomás Regalado est ensuite resté actif dans l'armée du Salvador et a été nommé ministre de la Guerre par son successeur, Pedro José Escalón. Au cours d'une guerre contre le Guatemala en 1906, il a dirigé une force d'invasion du Salvador et est entré en bataille. Sérieusement blessé, il en mourut le 11 juin. 
Regalado a été le dernier d'une série de présidents arrivés au pouvoir par la force au cours du XIXe siècle. Son transfert pacifique du pouvoir à Pedro José Escalón en 1903, a permis une certaine stabilité politique qui a persisté jusqu'aux événements de 1931-32.